# Chryseobacterium gleum
Chryseobacterium gleum ist eine Art von Bakterien.

## Merkmale
Die Zellen von Chryseobacterium gleum sind meist ca. 0,5 µm breit, die Länge liegt im Bereich von 1 bis 3 µm. Häufig treten auch filamentöse Formen auf. Endosporen werden nicht gebildet. Die Kolonien haben eine stark gelbliche Farbe, was an Flexirubin-ähnlichen Pigmenten liegt. Die Bakterien sind unbeweglich, auch eine gleitende Bewegung, die bei vielen Arten der Familie Flavobacteriaceae beobachtet wird, tritt nicht auf.

## Stoffwechsel und Wachstum
Chryseobacterium gleum wächst in Gegenwart von Sauerstoff durch Atmung mit Sauerstoff als terminalen Elektronenakzeptor. Des Weiteren kann von einigen Stämmen auch anaerobes Wachstum mit Nitrat als Elektronenakzeptator stattfinden.
Der Katalasetest und der Oxidase-Test verläuft positiv. Menachinon-6 (MK-6) ist das dominierende Menachinon.

## Systematik
Die Gattung Chryseobacterium zählt zu der Familie Weeksellaceae, welche zu der  Abteilung der Bacteroidetes gestellt wird. Früher wurde die Art C. gleum in der Gattung Flavobacterium geführt. Chryseobacterium wurde aus sechs Arten der Gattung Flavobacterium im Jahr 1994 gegründet. Diese Arten unterscheiden sich klar von der Typusart Flavobacterium aquatile. Neben der damaligen Flavobacterium gleum wurden außerdem noch die Arten F.  balustinum, F. indologenes, F. indoltheticum, F. meningosepticum und F. scophthalmum zu der neuen Gattung gestellt. Chryseobacterium gleum wurde als Typusart gewählt.